# I. M. Rașcu
I. M. Rașcu (pseudonimul cel mai cunoscut al lui Ion Rașcu; March 31 [S.V. March 19] 1890 – 1971) a fost un poet simbolist român, promotor cultural, comparatist și profesor. El este amintit pentru participarea sa la mișcarea simbolistă din România: fondator și redactor, împreună cu Alfred Hefter-Hidalgo, al revistei Versuri și Proză, el a devenit una dintre personalitățile simboliste importante din orașul său natal Iași înainte de 1914. În ultimii ani, el a trăit mult mai discret ca profesor și cercetător literar, fiind lăudat și contestat în același timp pentru erudiție și austeritate.
Un catolic convertit și scriitor evlavios, Rașcu a petrecut mai mulți ani în Franța. El a făcut o încercare tardivă de a revigora simbolismul în anii 1930 prin revista Îndreptar, unde a publicat, de asemenea, proză catolică și fragmente din studiile sale de istorie literară. El a devenit remarcat și contestat pentru comentariile critice la adresa poeziei lui Mihai Eminescu. Operele sale ulterioare de literatură turistică prezintă izolarea sa tot mai puternică și fervoarea sa monahală, precum și devotamentul său față de Sfânta Tereza de Lisieux. În ultimii săi ani, Rașcu a revenit în viața literară ca biograf și o autoritate a literaturii simboliste din România.

## Biografie

### Originile și primii ani de viață
Străbunicul matern al lui Rașcu a fost croitorul de area franceză  matern a lui stră-bunicul a fost cel francez de clasă superioară croitor Frédéric Ortgies (descris într-una dintre poeziile lui Rașcu ca având „o față roză și melancolică”). El s-a născut în 1799 în Grossendorf, Westfalia, a emigrat în 1819 în Franța și s-a căsătorit în anul 1834 cu Victoria Etienne la Primăria arondismentului 2 al Parisului. Venind din Picardia, s-a stabilit în Moldova înainte de unirea Principatelor Române din 1859. Fiica lui Ortgies, Victoria Eugenia Horquisse (o deformare a numelui Ortgies), s-a născut pe 19 aprilie 1833 în Pierrefonds/Oise și a fost botezată în confesiunea protestantă pe 15 iunie 1834 la Paris. Ea s-a căsătorit cu Ioan Tudor Curius (1816-1898), un actor și profesor de limba franceză din Țara Românească, care jucase un rol minor în timpul Revoluției Române de la 1848 înainte de a ajunge cu soția lui la Iași. Fiica lor, Clelia (1865-1950), a fost mama lui Rașcu. Tatăl lui, născut la Odobești, a lucrat ca profesor de artă și caligrafie. Cuplul a mai avut trei fiice, dintre care Clelia (1897-1944) s-a căsătorit cu medicul și profesorul Emil Hurmuzache de la Universitatea din Iași; și un alt fiu, Gheorghe, care a fost toată viața profesor de geografie.
Născut tot la Iași, Ion Rașcu a fost crescut ca român ortodox, dar mai târziu a revenit la religia strămoșilor săi francezi, alăturându-se Bisericii Romano-Catolice. În cercurile catolice, el a fost amintit ca „una dintre marii noștri convertiți” alături de misionarul Vladimir Ghika și de scriitorul Mariu Theodorian-Carada. Așa cum a susținut istoricul literar Paul Cernat, aceasta demonstra o „înclinație către o spiritualitate alternativă și o relație tensionată cu religia ortodoxă dominantă”, întâlnite, de asemenea, la simboliștii care au apelat la teosofie, erezie sau practici oculte. Rașcu a fost dedicat în întregime noii sale credințe: el este descris de criticul George Călinescu drept un catolic de o „corectitudine fanatică”, „discreție” și „mare delicatețe” și de filologul Adrian Marino ca unul care sugera „tot felul de anacronisme”, „fervent și foarte fanatic”, dar „distins”, „de o urbanitate cu totul occidentală”. El este amintit, de asemenea, pentru retragerile în contemplare mistică și pentru aderarea la un cod vestimentar auster în viața de zi cu zi.
Rașcu a urmat studiile primare și liceale la Iași, locuind cu familia sa la periferia orașului. După cum a povestit el însuși în anii de mai târziu, atmosferă monotonă a moldovenescului fin de siècle, sentimentul că ceva era pe cale să se întâmple „în lumea mare”, l-a marcat: „Poate că așteptam ca vârsta să ne apese mai puțin, dar să ne agite mai violent”. Rașcu a debutat în anul 1905 în revista studențească Spre Lumină. Primele sale creații literare au fost un poem, ce exprima tristețea lui Rașcu față de moartea recentă a tatălui său, un sonet convențional și o scurtă prezentare a bocetului folcloric aromân. El a trimis scrieri suplimentare în revista populară Duminica, folosind pseudonimele I. Cimbru-Frăgar, I. Ieronim, I. Rașcu-Ieronim, I. Ieronim-Cimbru, și unele variații ale acestora. Sub pseudonimul Evandru, el a contribuit, de asemenea, la ziarul politic Opinia, deținut de Alexandru Bădărău. A absolvit Liceul Național în 1909, apoi a devenit licențiat în litere la Universitatea din Iași.

### Versuri și Proză
Debutul lui Rașcu ca promotor al literaturii simboliste datează din 1911, când a fondat la Iași revista Versuri. Ea a reapărut cu titlul Versuri și Proză din 1912 până în 1916 și a fost cea mai longevivă revistă simbolistă din Moldova. Rașcu, redactorul-șef, și-a semnat de multe ori contribuțiile cu pseudonime, prezentându-se ca  M. Zopir, I.M.R., Ev. sau doar E. El a fost secondat de Alfred Hefter-Hidalgo, care era teoreticianul și criticul grupului.
Puternic influențată de criticul simbolist Ovid Densusianu, Versuri și Proză a avut un oarecare succes în atragerea altor autori simboliști: Mihail Cruceanu, N. Davidescu, Benjamin Fondane, Al. T. Stamatiad, Ion Minulescu, Claudia Millian, Nicolae Budurescu, Eugeniu Sperantia, Tudor Arghezi, Adrian Maniu, Barbu Solacolu, Mihail Codreanu, Dragoș Protopopescu, Constantin T. Stoika, Perpessicius, Felix Aderca, Alexandru Vițianu și (cu selecții timpurii din volumul Plumb) George Bacovia. Simboliști mai vechi precum Densusianu și Alexandru Macedonski au colaborat, de asemenea, ca și moderniștii Hortensia Papadat-Bengescu, Cezar Petrescu, F. Brunea-Fox și Vasile Demetrius.
Din cauza faptului că Iașul era un oraș cu gusturi tradiționaliste și în primul rând un centru al mișcării poporaniste, această activitate simbolistă a cauzat agitație. Ca un semn suplimentar de rebeliune, Densusianu a fost invitat de Rașcu la Iași, unde a susținut o prelegere publică împotriva principiilor poporaniste. Magazinul de vânzare a revistei a scos volumul Sub cupole de vis, ce conținea propriile poezii ale lui Rașcu. În ultimele luni din 1912, Rașcu și Hefter-Hidalgo au contribuit, de asemenea, la Simbolul, o revistă simbolistă publicată la București de Tristan Tzara. Rașcu a popularizat operele poeților și romancierilor francezi, începând cu traducerile sale din Polyphème de Albert Samain și La croisade des infants de Marcel Schwob. Hefter-Hidalgo, a cărui origine etnică evreo-română scotea în evidență caracterul tolerant și netradițional al revistei Versuri și Proză, i-a prezentat publicului pe Remy de Gourmont, Stuart Merrill și Gustave Kahn, precum și lucrările erotice ale lui Pierre Louÿs.
Reacția poporanistă a fost limitată de cenzură. Dintre cronicarii literari rivali, August Scriban l-a descris pe Rașcu ca „rumen, cu părul lung și respingător”, în timp ce Gheorghe Bogdan-Duică a catalogat revista Versuri și Proză ca fiind „insolența neputinciosului”. După mai multe lecturi publice din poeziile lui Rașcu și Codreanu, autori necunoscuți au scos o parodie a revistei Versuri și Proză denumită „Verset din iad”. Potrivit lui Călinescu, acești parodiști erau „lipsiți de talent”, dar au dovedit, de asemenea, „bun simț”.
În realitate, Versuri și Proză nu s-a opus în totalitate literaturii tradiționaliste. Potrivit lui Cernat, ea ar trebui să fie citită ca o publicație „neexclusivistă”, „într-o evoluție treptată - și discretă - către modernism”. Revista chiar a dedicat numere speciale poporaniștilor Garabet Ibrăileanu, Mihail Sadoveanu și Octav Băncilă și a avut, astfel, o audiență mai largă decât alte două reviste ieșene (Fronda lui Eugen Relgis și Absolutio a lui Isac Ludo). Câteodată, opoziția era explicită. Scriind în Versuri și Proză în 1914, Hefter-Hidalgo a ridiculizat mișcările postsimboliste mai radicale, precum futurismul sau simultanismul, dar a explorat posibilitatea de a prezenta la Iași operele expresioniste ale lui Frank Wedekind. Hefter și Rașcu au dorit amândoi să se facă distincția între decadentism și simbolism. Hefter a recunoscut antipatia tradiționalistă față de temele decadente și reflectarea lor în simbolism, dar a susținut că arta simbolistă era fundamental nouă, idealistă și infinit mai frumoasă. La rândul său, Rașcu a obiectat față de ceea ce a considerat că este un poporanism exagerat, menționând că „boala” decadenței nu era neapărat rea, deoarece: „Nu toate lucrurile bolnave sunt respingătoare”.
Afiliat marginal cercului Vieața Nouă al lui Densusianu înainte de 1915, Rașcu și-a publicat scrierile în diverse alte periodice simboliste în capitala țării, București. Opera lui a fost preluată de Noua Revistă Română, Avântul, Farul, și de Grădina Hesperidelor a lui Stamatiad. El a vizitat și a studiat în Franța, în cursul anilor 1912 și 1914, apoi a revenit în România unde a lucrat ca profesor suplinitor de limba franceză la Iași, Brăila, Tecuci și Bârlad. Cel de-al doilea volum de poezii, Orașele dezamăgite, a apărut la Iași în anul 1914.

### Anii 1920
După izbucnirea Primului Război Mondial și în timpul celor doi ani de neutralitate a României, revista Versuri și Proză a avut o orientare francofilă și pro-Antanta, reușind să fie acceptată în cele din urmă de către culturale de masă. Imediat după sfârșitul războiului, în 1919, Rașcu a primit un post de profesor titular la Liceul Unirea din Focșani. În timpul petrecut acolo, el a fondat și condus o societate literară școlară ce a purtat numele lui Grigore Alexandrescu și a publicat un anuar, remarcat pentru recenziile din poezia romantică a secolului al XIX-lea și pentru încurajarea dezbaterilor intelectuale între elevi. Revista Gândirea a elogiat eforturile sale în acest sens, remarcând, de asemenea, faptul că Rașcu și elevii săi aveau obiceiul de a face excursii prin „ținuturile nestrăbătute” ale județului Vrancea, mergând pe urmele călătoarei Bucura Dumbravă. Potrivit lingvistului Iorgu Iordan, Rașcu a desfășurat „o activitate neobosită și complet dezinteresată”, cu atât mai admirabilă cu cât orașul Focșani „nu era prea iubitor de artă și literatură”. În afară de aceste contribuții, Rașcu a publicat el însuși un manual propriu și o crestomație de literatură română.
Potrivit lui Virgil Huzum, poet și absolvent al Liceului Unirea, prezența lui Rașcu printre cadrele didactice ale școlii ar putea constitui „motiv al unei justificate mândrii”. Cu toate acestea, Rașcu nu a fost fericit să predea la Focșani: după cum scrie Iordan, austeritatea sa nu a fost bine primită de elevii săi, iar când sistemul lui de notare a fost contestat de către superiori el a demisionat din poziția de profesor. Ulterior s-a mutat la București, unde, din 1923 până în 1933, a predat la Liceul Gh. Șincai și a condus Societatea pentru Studierea Literaturii Române.
Revenind în 1924 în Franța pentru o vizită, Rașcu a rămas acolo într-o călătorie lungă de studii, din 1925 până în 1929, și a urmat studii postuniversitare la Școala română de la Fontenay-aux-Roses, fondată de Nicolae Iorga. A studiat la College de Sorbonne, specializându-se în literatură comparată și asistând la cursurile ținute de Fernand Baldensperger și Paul Hazard. Principalul său domeniu de interes era influența literaturii franceze asupra lui Mihai Eminescu, poetul național al României, analizându-i opera în comparație cu operele scriitorilor francezi ai vremii sale. El a cercetat mai multe surse literare la Biblioteca Națională, pe care a frecventat-o în mod regulat. În timp ce Rașcu se afla în străinătate, a apărut, prin grija colegului scriitor Al. Lascarov-Moldovanu, volumul de versuri Neliniști (1927).
Perioada petrecută de Rașcu în Franța a demonstrat angajamentul său față de catolicism. Timp de 9 zile, în august 1929, el s-a izolat în Abația La Trappe, prima mănăstire trapistă, într-o încercare de a scăpa de agresiunea modernității. În Franța, Rașcu nu a experimentat doar fervoarea religioasă catolică, ci și, potrivit propriei sale relatări, un miracol: el a susținut că o statuie a Sfintei Tereza de Lisieux i-a zâmbit în Ville-d'Avray.

### Îndreptar
Revenind în viața publică în 1930, Rașcu a lansat revista Îndreptar, cu sprijinul vechilor săi prieteni simboliști Cruceanu și Sperantia și cu ajutor suplimentar de la Huzum si Mia Frollo. A publicat acolo „așchii” dintr-un roman creștin neterminat, precum și articole de istorie literară — uneori ca I.M.R., dar, de obicei, ca Evandru. Recenziile sale au fost criticate aspru de ideologul revistei Gândirea Nichifor Crainic, care a scris despre încercările sale de a revigora simbolismul. Franțuzofilia sa exagerată, susținea Crainic, se ciocnea în acea epocă cu „străduințele de a ne regăsi pe noi înșine cât mai adânc”. Deși teolog ortodox, Crainic admira credința lui Rașcu și „frumoasa evoluție spirituală” a lui.
La Îndreptar și în alte părți, Rașcu a publicat cercetările sale cu privire la Eminescu, făcând presupuneri cu privire la sursele de inspirație ale acestuia din literatura franceză modernă (în special Lamartine și Gautier). Aceste studii i-au adus premii din partea presei de specialitate, dar au fost, de asemenea, atacate de filologul Vladimir Streinu. Potrivit lui Streinu, „furnicarul” de referințe al lui Rașcu a reușit doar să arate „coincidențe” între poezia lui Eminescu și operele unor autori francezi.
Rașcu s-a concentrat apoi asupra carierei sale didactice și, în 1933, a publicat pamfletul Cum se dezorganizează învățământul. În 1934, relatarea sa a unui pelerinaj la sanctuarul Sfintei Tereza din Lisieux a fost publicată la București, urmată în anul 1935 de volumul de poezii Vibrări. În același an a publicat o monografie despre opiniile lui Eminescu cu privire la catolicism (Eminescu și catolicismul). Cartea îl arată pe Rașcu tulburat de fundalul spiritual ortodox al lui Eminescu și încearcă să prezinte modul în care putea avea loc mântuirea teoretică a poetului.

### Perioada ulterioară
În 1936, revista clujeană Gând Românesc a tipărit un volum de studii literare al lui Rașcu, în care erau comparate operele lui Eminescu și Vasile Alecsandri (cu titlul Eminescu și Alecsandri). Eseul Convingeri literare a apărut în 1937. Rașcu se mutase pe atunci pe un post de profesor la Liceul Național „Gheorghe Șincai” și, în 1938, a publicat un al doilea manual de literatură română intitulat Alte opere din literatura română. Manualul l-a întors pe Rașcu împotriva fostului său angajator Iorga, ale cărui ipoteze și impresii cu privire la originile literaturii romantice nu ar mai fi fost valabile. În recenzia cărții, Iorga s-a plâns că Rașcu a afișat o atitudine „profesorală dură” față de propria sa cercetare.
Rașcu a revenit la poezie în 1939 cu volumul Renunțările luminoase. În 1943, în timpul celui de-al Doilea Război Mondial, Editura Cugetarea a tipărit volumul Setea liniștei eterne, care a detaliat perioada retragerii sale la Trappe.
Rașcu a supraviețuit instaurării regimului comunist, dar a căzut în obscuritate. Leonte Răutu, demnitarul comunist însărcinat cu afacerile culturale, l-a descris în 1949, ca „o figură foarte puțin marcantă” în literatura română. El a revenit în centrul atenției la sfârșitul anilor 1960, când l-a ajutat pe cercetătorul Mihail Straje să documenteze operele publicate sub pseudonim de el și de alți simboliști (cum ar fi Hefter-Hidalgo, Păstorel Teodoreanu și Barbu Solacolu). În acea vreme, criticul Constantin Ciopraga a publicat o recenzie critică a operei lui Rașcu în revista Cronica.
Propriile sale Amintiri și medalioane literare, care cuprind scurte biografii ale prietenilor lui, au fost publicate în 1967, în același an în care a apărut și volumul Poeme. El a fost, de asemenea, în corespondență cu editorul Teodor Vârgolici, care a publicat, la Editura Minerva, studiul critic al lui Rașcu intitulat Eminescu și cultura franceză (1969). A murit în București la sfârșitul anului 1971.

## Opera literară
După cum sugerează Călinescu, I. M. Rașcu a fost un simbolist „statornic”, orientate către o poezie ce evocă „provincia, barierele, duminecele”, reflectând „recluziunea melancolică” și „sfintele bucurii bucolice”. Criticul și istoricul literar Eugen Lovinescu rezumă poezia lui Rașcu ca o „astenie”, „proiectarea vieții dincolo de realitate, în vis, [...] o viață de fantomă fără sânge”. Criticul Tudor Vianu îl consideră pe Rașcu ca fiind în principal un simbolist moldovean, în linia lui Bacovia, Ștefan Petică și Demostene Botez. În comparație cu „temperamentele retorice” ale școlii simboliste muntene, astfel de autori s-au dovedit a fi „naturi ale interiorului”; împotriva „cosmopolitismului” muntean, ei au păstrat un atașament față de „micul târg moldovenesc”"
Cu toate acestea, așa cum scrie Lovinescu, astfel de trăsături nu l-au scutit pe Rașcu de exotism și cosmopolitism: împreună cu Eugeniu Sperantia și Alexandru Gherghel, el „a întrebuințat cu îndemânare” vocabularul românesc modern și „distins” favorizat de Densusianu în Vieața Nouă. Potrivit lui Cernat, poeziile timpurii ale lui Rașcu conțin în principal „clișee simboliste, secesioniste și Art Nouveau”; în Orașele dezamăgite, el doar a adaptat decorul lui Georges Rodenbach din Bruges-la-Morte unui cadru moldovenesc. Proprii săi tropi poetici erau nostalgici, evocând atmosfera medievală a castelelor, catedralelor, criptelor și galerelor, dar și a parcurilor și iazurilor. Efectul unei astfel de poezii era, potrivit lui Lovinescu, „academic” și „discursivă”, de multe ori „prolix” și numai exterior simbolist.
Itinerariile religioase ale lui Rașcu erau neobișnuite în contextul românesc, nu doar pentru că ilustrau a ilustra Catolică opțiune—o minoritate în România. La momentul publicării, omagiul adus Sfintei Tereza de către Rașcu a fost salutat în presa catolică drept una din puținele „lucrări originale de inspirație religioasă” (spre deosebire de numeroasele traduceri) și, de asemenea, opera unui „poet de talent”. Adrian Marino observă că, pe măsură ce timpul a trecut, Rașcu părea „tot mai hotărât” să se stabilească într-o absolută izolare de lumea seculară. Scrierea sa catolică este făcută „pe un ton atât de convins (...) încât orice suspectare se transformă în jignire nemeritată” — Rașcu îi părea lui Marino un „cruciat” modern. De asemenea, potrivit lui Marino, Setea liniștei eterne a fost involuntar amuzant, „candid” și „pudibondă, în special datorită comentariilor „misogine” ale autorului la adresa ținutei tinerelor credincioase; cu toate acestea, „gustul contemplației, temperamentul visător și monahal al scriitorului nu poate să nu ne impresioneze”.